# Elio Morpurgo
Elio Morpurgo (Udine, 10 ottobre 1858 – 29 marzo 1944) è stato un politico italiano di origine ebraica, vittima dell'Olocausto.

## Biografia

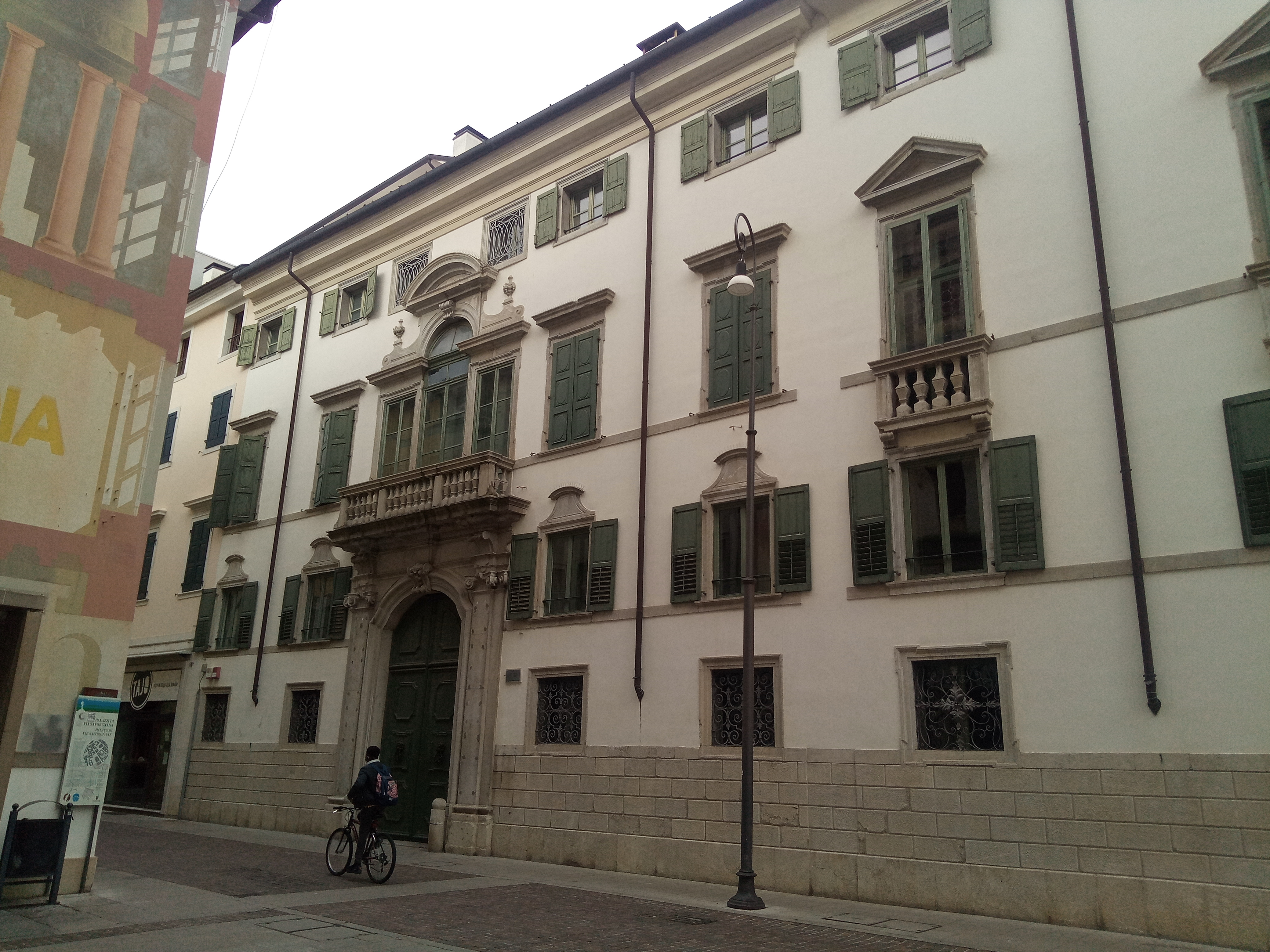
Il palazzo di famiglia ad Udine

Figlio di Abramo e di Caterina Luzzatto, era di famiglia ebraica.
Alla famiglia fu concesso il titolo baronale con diploma del 12 gennaio 1867 e con regio decreto del 17 giugno 1909.
Fu sindaco di Udine tra il 1889 ed il 1894; poco dopo fu eletto deputato, e lo sarebbe stato in tutto per 6 legislature tra il 1895 ed il 1919.
Fu Sottosegretario di Stato al Ministero delle poste e telegrafi nel 1906 e nel 1910, Sottosegretario di Stato al Ministero dell'industria, commercio e lavoro nel 1916-1917 e nel 1917-1919.
Nel 1920 fu nominato senatore del Regno d'Italia.

### Nel regime fascista
Nel 1926 divenne presidente del neonato Istituto delle liquidazioni, dove rimase fino al 1933, per poi diventare direttore tecnico dell’Opera Nazionale Balilla.

#### La fine
Nonostante l'età avanzata e lo status di "ebreo discriminato" (ottenuto per la sua adesione al fascismo), fu arrestato mentre si trovava all'ospedale di Udine. Condotto dapprima alla Risiera di San Sabba, fu poi caricato in un convoglio diretto al campo di concentramento di Auschwitz. Morì durante il viaggio in un giorno imprecisato (la data di morte è stata collocata nel giorno dell'arresto) e la salma non fu più ritrovata. Secondo quanto riportato da successive ricerche effettuate dagli eredi negli anni '60 e '90, è molto probabile che la salma fosse stata trasportata, senza nome, prima in Sassonia, a Zwickau, e dopo il crollo della Repubblica Democratica Tedesca presso il Sacrario Militare dei Caduti d'Oltremare di Bari, che accoglie anche le spoglie dei caduti italiani in Germania. Purtroppo, anche in questo caso, non vi è la certezza assoluta, perché la salma non è mai stata identificata.

## Onorificenze
Nel gennaio 2020, è stata collocata una pietra d'inciampo a Udine per commemorarlo.